# Огава, Макото
Макото Огава (яп. 小川 麻琴 Ogawa Makoto, род. 29 октября 1987 года) — японская певица, бывшая участница девичьей идол-группы Morning Musume.

## Биография
Родилась 29 октября 1987 года, выросла в префектуре Ниигата.
Вошла в группу Morning Musume как участница пятого поколения — вместе с Ай Такахаси, Асами Канно и Рисой Ниигаки (по результатам прослушивания 2001 года, озаглавленного «Morning Musime Love Audition 21»).
На протяжении своего пребывания в проекте её включали и в другие группы, в частности, Morning Musume Otomegumi, Happy 7 и Salt5.
«Выпустилась» из Morning Musume в 2006 году.
Около двух лет училась за границей (в Новой Зеландии), по возвращении вернулась в шоу-бизнес.
В 2011 году была в составе группы Dream Morning Musume, составленной из нескольких выпускниц группы Morning Musume.

## Коллективы
- Morning Musume (2001–2006)
- Morning Musume Otomegumi (2003–2004)
- Petit Moni
- Happy 7
- Salt5
- Elder Club
- M-Line
- Afternoon Musume
- Dream Morning Musume (2011)

### Спортивные команды
- Metro Rabbits H.P.
- Gatas Brilhantes H.P.